# EstroMissioni
EstroMissioni è una compilation pubblicata su CD nel 1998 dall'etichetta indipendente Blu Mix Productions, che contiene 8 brani che abbracciano vari musicali, dal pop al rock, dalla ballad, alla darkwave, dalla musica psichedelica alla new age, passando anche per il rap, il funky e il jazz, variamente distribuiti negli otto brani che ne compongono la track listing, fino al melodico latino della traccia finale.

## La compilation
La raccolta comprende per lo più artisti emergenti e poco, o per nulla, conosciuti, ad eccezione della band underground dei Fleurs du Mal, gruppo di punta del disco e della relativa tournée per esso organizzata durante l'anno, in vari luoghi dell'Italia (soprattutto in estate, a Roma), che contribuisce con la traccia #6, intitolata "Lascia crescere i fiori", espressamente realizzata per il progetto, e di Enrico Melozzi, eclettico compositore abruzzese, in uno dei suoi primi lavori di musica da camera, al suo esordio discografico.
Il ricco libretto allegato al CD, realizzato da Fabrizio Maxia, contiene i credits, i testi, alcune foto degli artisti solisti e dei gruppi partecipanti, e delle brevi biografie che illustrano gli eventi più salienti della carriera musicale di ciascuno.
In diversi casi, gli otto artisti/gruppi hanno tra loro collaborato alla realizzazione delle reciproche tracce, come risulta chiaramente fin dai credits relativi alla composizione dei singoli brani, dove alcuni nomi compaiono ripetutamente, in particolare quello del produttore esecutivo, Chaly Albert, all'epoca comparso, tra l'altro, nella trasmissione Tappeto Volante di Luciano Rispoli, con Roberta Capua, sulla vecchia TMC (di recente passata sul satellite), per la promozione televisiva della compilation.
Oltre ai citati Fleurs du Mal e Enrico Melozzi, altri due partecipanti alla compilation godono di una certa notorietà nel circuito underground nazionale: il gruppo psichedelico degli Angel's Leap, la cui cantante Giovanna Strivieri è stata ospite fissa per un programma TV su Raitre, e Domiziano Cristopharo, uno dei principali nomi dietro il recente tributo Tutti Pazzi Per Rettore, dedicato alla cantante italiana Donatella Rettore.
Il brano "Condizione Umana" del Delirio Sonoro è tratto dall'album "Bottiglie e Tempo" del 1996.

## Tracce
1. Black Dahlia Confession Home - 4:22 (Angelo Gloriani / BDC)
2. Domiziano Cristopharo Tetra Gioia - 6:00 (Domiziano De Cristofaro / Giovanna Costella / Alessandro Ferretti / Roberto Cruciani)
3. Cat Fud Fall - 3:32 (Domiziano De Cristofaro / Marko Resurreción / Cat Fud)
4. E. M. Quartet Piccola Storia - 6:52 (Enrico Melozzi)
5. Angel's Leap 7.16 - 5:21 (Chaly Beccacece / Roberto Cruciani / Angel's Leap)
6. Fleurs du Mal: Lascia crescere i fiori - 3:54 (Fleurdumal)
7. Delirio Sonoro: Condizione Umana - 7:44 (Delirio Sonoro)
8. Eduardo Haspert: El Rosedal - 3:28 (Eduardo Haspert / Chaly Beccacece)